# Саша Залепугин
Саша Залепугин (Сарајево, 18. јул 1931 — Загреб, 26. новембар 2022) био је југословенски и хрватски новинар, ТВ водитељ и уредник. Познат је као аутор емисије Недјељом поподне на телевизији Загреб.

## Биографија
Гимназију је завршио у Пазину 1950. године, а потом је уписао словенске језике на Филозофском факултету Свеучилишта у Загребу. Током студија писао је за Студентски лист... Био је аматерски глумац и председник Студентског казалишта.
По одслужењу војног рока 1958. године постао је начелник Центра за културу Радничког свеучилишта у Загребу до 1962. године, када је преузео функцију директора Ансамбла хрватских народних игара и пјесама ЛАДО. Преминуо је 26. новембра 2022 у Загребу.

## Каријера

### Као ТВ уредник
На РТВ Загреб је почео да ради 1966. и то прво као уредник емисије Културна панорама, а 1968. као уредник Културног програма ТВ Загреб.
Био је и уредник Забавног програма ТВ Загреб од 1971. до 1973. године, када је почео да уређује и води серију мозаичких емисија под називом Недјељом поподне (спорт, мода, филм, музика, позориште, културна баштина, занимљивости из СФРЈ и иностранства) у трајању од четири сата. Ова емисија 1983. носила је назив „Састанак без дневног реда”. Означио је продор модерног европског новинарства на загребачки канал некадашње ЈРТ (Југословенске радио телевизије), који је повремено достизао и до 70 одсто гледаности и представљао праву револуцију у забавним програмима широм Југославије средином 1970-их и почетком 1980-их.
Године 1978. разрешен је дужности главног уредника РТВ Загреб због прозападне оријентације и чињенице да је постао „институција у институцији” до 1991. Био је и уредник посебних емисија уживо, разних културних манифестација и фестивала (Дубровачки љетни фестивал, Пулски филмски фестивал и др.). Истовремено, од 1988. до 1991. био је уредник ноћног програма Програм плус.
Године 2006. и 2007. уређивао је и водио недељни програм ТВ ОБН у Сарајеву. Четири године заредом био је проглашен за најпопуларније ТВ лице у бившој Југославији. У анкетама недељника НИН 1978. године уврштен је међу десет најпопуларнијих људи у земљи. Године 1997, у анкети коју је објавио Национал, у којој су учествовали телевизијски професионалци за све генерације и ХРТ и ТВ Загреб (Хрватска радио телевизија), прогласили су га једним од десет најважнијих људи у историји телевизије у Хрватској.

### Као новинар
Као новинар интервјуисао је неке од најистакнутијих личности у политици, култури и музици, укључујући имена попут Никсона, Хамфрија, Синатре, Софије Лорен, Ростроповича итд. Истовремено је успешно током седамдесетих година организовао многе јавне догађаје попут Модафеста у Хвару и Трогиру и стотине модних ревија, од којих је једна одржана и у Хрватском народном казалишту у Загребу, што је био преседан.

## Приватан живот
Био је ожењен Тиханом Харапин. Његов син који има исто име је члан бенда Плави оркестар.